# Provinz Santiago de Chuco
Die Provinz Santiago de Chuco liegt in der Region La Libertad im Nordwesten von Peru. Sie hat eine Fläche von 2658,96 km². Beim Zensus 2017 lebten 50.896 Menschen in der Provinz. Im Jahr 1993 lag die Einwohnerzahl bei 52.991, im Jahr 2007 bei 58.320. Verwaltungssitz ist die Stadt Santiago de Chuco.

## Geographische Lage
Die Provinz Santiago de Chuco liegt im zentralen Osten der Region La Libertad etwa 90 km östlich der Großstadt Trujillo in der peruanischen Westkordillere. Die Provinz besitzt eine Längsausdehnung in West-Ost-Richtung von etwa 70 km. Im Osten reicht die Provinz bis zu dem Fluss Río Marañón. Entlang der südöstlichen Provinzgrenze verläuft der Río Tablachaca, rechter Nebenfluss des Río Santa.
Die Provinz Santiago de Chuco grenzt im Norden an die Provinz Sánchez Carrión, im Osten an die Provinz Pataz, im Süden an die Provinz Pallasca (Region Ancash), im Südwesten an die Provinz Virú, im Westen an die Provinz Julcán sowie im Nordwesten an die Provinz Otuzco.

## Verwaltungsgliederung
Die Provinz Santiago de Chuco gliedert sich in folgende acht Distrikte. Der Distrikt Santiago de Chuco ist Sitz der Provinzverwaltung.
| Distrikt            | Verwaltungssitz     |
| ------------------- | ------------------- |
| Angasmarca          | Angasmarca          |
| Cachicadán          | Cachicadán          |
| Mollebamba          | Mollebamba          |
| Mollepata           | Mollepata           |
| Quiruvilca          | Quiruvilca          |
| Santa Cruz de Chuca | Santa Cruz de Chuca |
| Santiago de Chuco   | Santiago de Chuco   |
| Sitabamba           | Sitabamba           |